# Jacques Knecht
Pour les articles homonymes, voir Knecht.
Jacques Knecht, né le 11 novembre 1924 à Strasbourg et mort fusillé le 21 février 1945 à Ingolstadt (Allemagne), est un incorporé de force dans l'armée allemande et résistant français. 

## Biographie
Pendant la Seconde Guerre mondiale, après la défaite de la France en 1940, l'Alsace est annexée de fait par le troisième Reich. À partir du 25 août 1942, les jeunes Alsaciens sont incorporés de force dans la Wehrmacht, devenant ainsi des Malgré-nous ou Malgré-elles. En septembre 1943, c'est le cas de Jacques Knecht, qui est apprenti dans une entreprise de bois quand il est incorporé. Il est affecté sur le front de l'Est en Pologne puis au Caucase où il est blessé au poumon,. 
Après sa guérison, il est muté comme traducteur à la Kommandantur de Tournon-sur-Rhône. Il profite de son poste à la Wehrmacht pour aider la Résistance. Le 1er avril 1944, il déserte de l'armée allemande et rejoint les Francs-tireurs et partisans (FTP) où il est affecté au groupe franc de la 7101e compagnie commandée par Jean Perrin, alias « Basile ». Il prend le nom de code de « Jackie ».  
Il participe à de nombreux combats au sein des Forces françaises de l'intérieur (FFI) dans l'Ardèche. Le 5 juillet 1944, près de Le Cheylard, alors qu'il commande une trentaine de caucasiens déserteurs de l'armée allemande, il est blessé et capturé.  

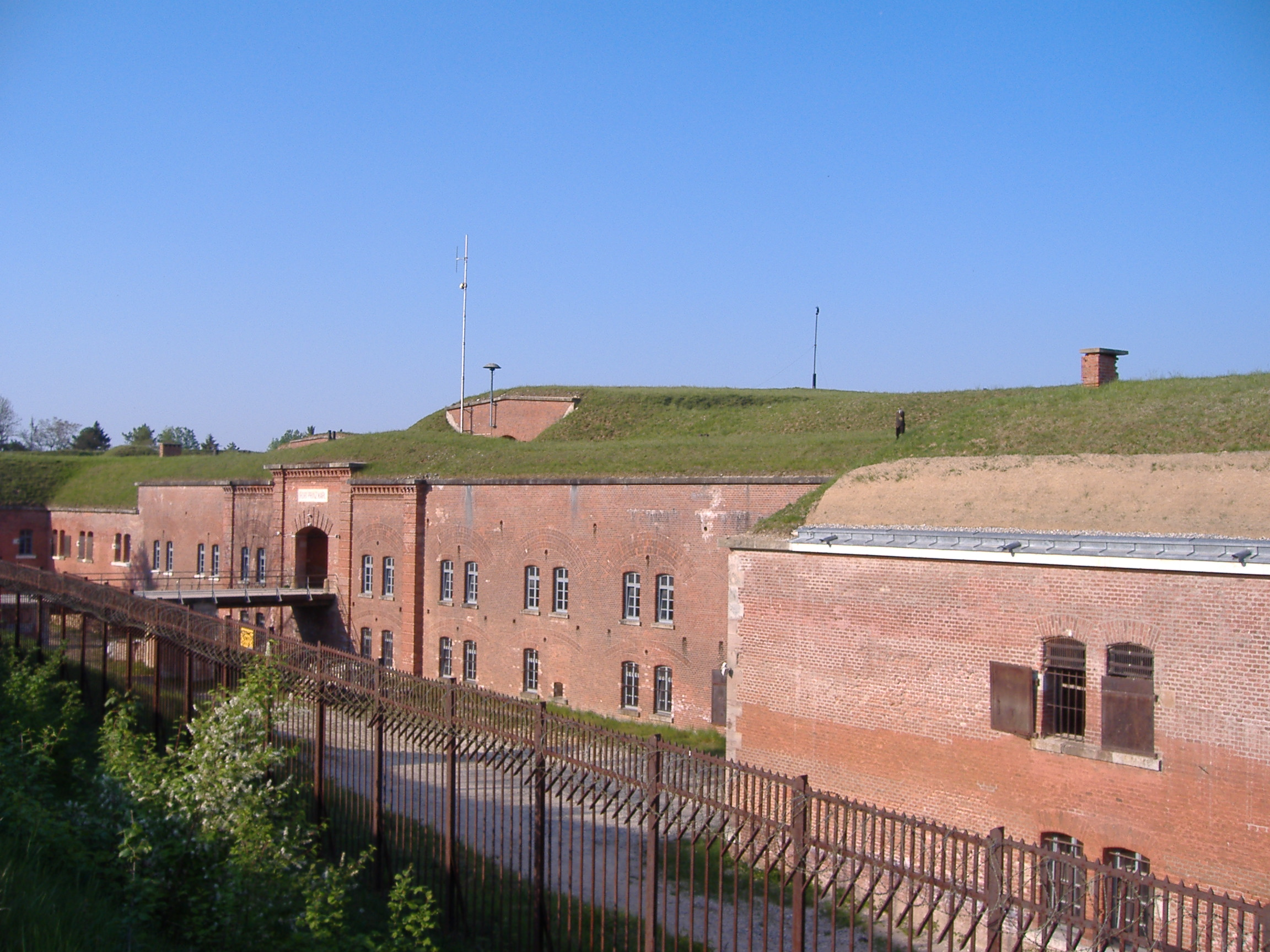
Forteresse d'Ingolstadt

Il est emprisonné en Allemagne. Le 21 novembre 1944, il est condamné à mort pour désertion et espionnage. Il est fusillé le 21 février 1945 dans la forteresse d'Ingolstadt (Bavière).   
En 1950, son corps est rapatrié au cimetière Nord situé dans le quartier de la Robertsau à Strasbourg dont il est originaire.  

## Décorations
- Médaille militaire (Journal officiel du 7 février 1960)
- Croix de guerre 1939-1945, palme de bronze (Journal officiel du 7 février 1960)
- Médaille de la Résistance française par décret du 2 février 1960[4].

## Reconnaissance
Jacques Knecht est reconnu Mort pour la France et Déporté résistant (15 novembre 1955),,.
Depuis le 12 décembre 2013, à Strasbourg, dans le quartier de la Robertsau, une rue porte le nom de « Jacques et René Knecht »,.  René est son frère, incorporé de force, qui est porté disparu dans la région de Puspokladany (Hongrie).
Le 7 juin 2024, deux Stolpersteines sont posées devant la maison que sa famille habitait à son retour en Alsace en 1939.
|                                                          |
| René, le frère de Jacques, lui aussi incorporé de force. |

|                                          |
| Plaque de la rue Jacques et René Knecht. |